# Överkalix kommun
Överkalix kommun er en svensk kommune i Norrbotten i Norrbottens län.

## Større byer
- Vännäsberget
- Tallvik
- Svartbyn
- Överkalix

66°21′00″N 22°53′00″Ø / 66.35°N 22.883333333333°Ø